# Luciano Minguzzi

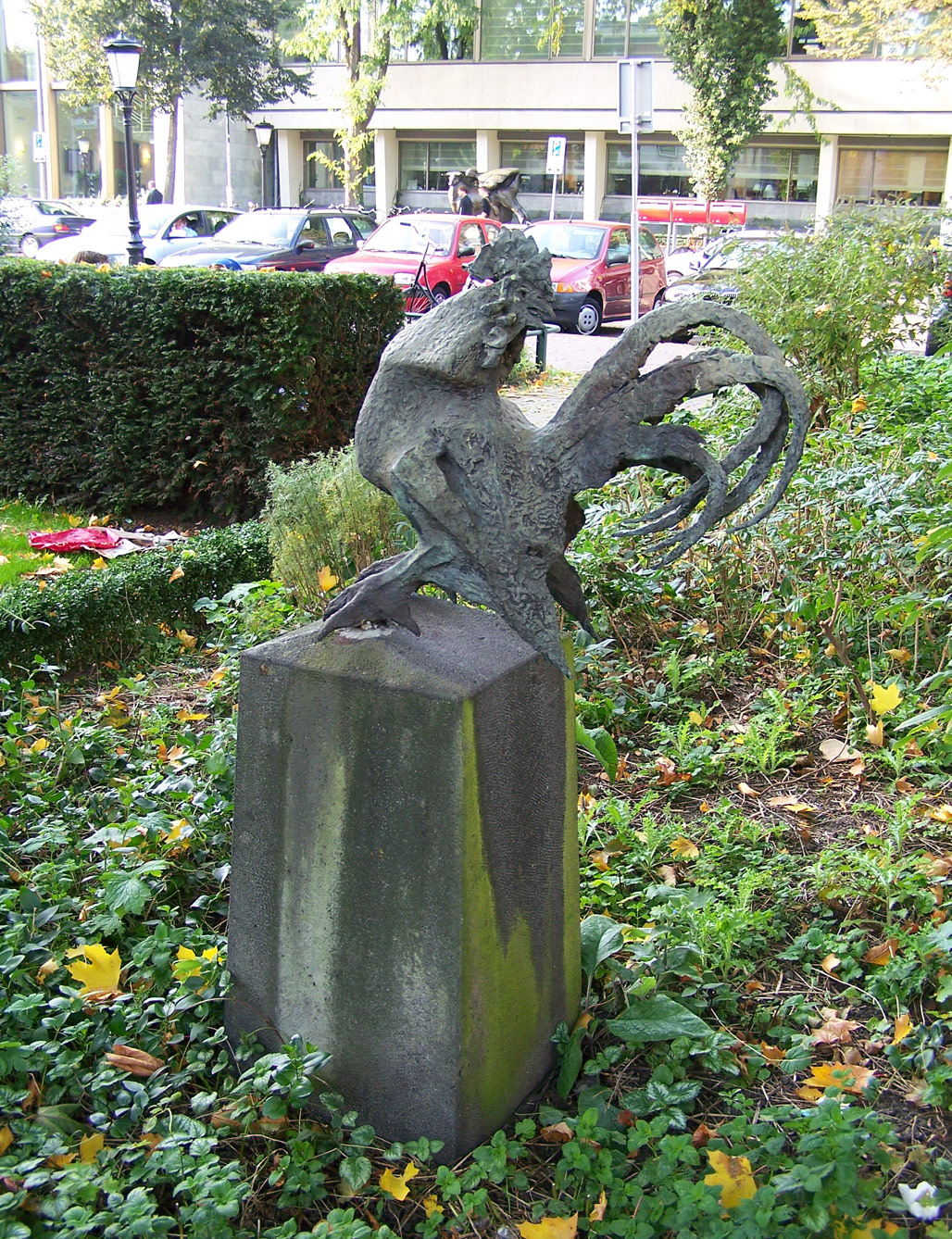
Gallo Nuovo i Utrecht

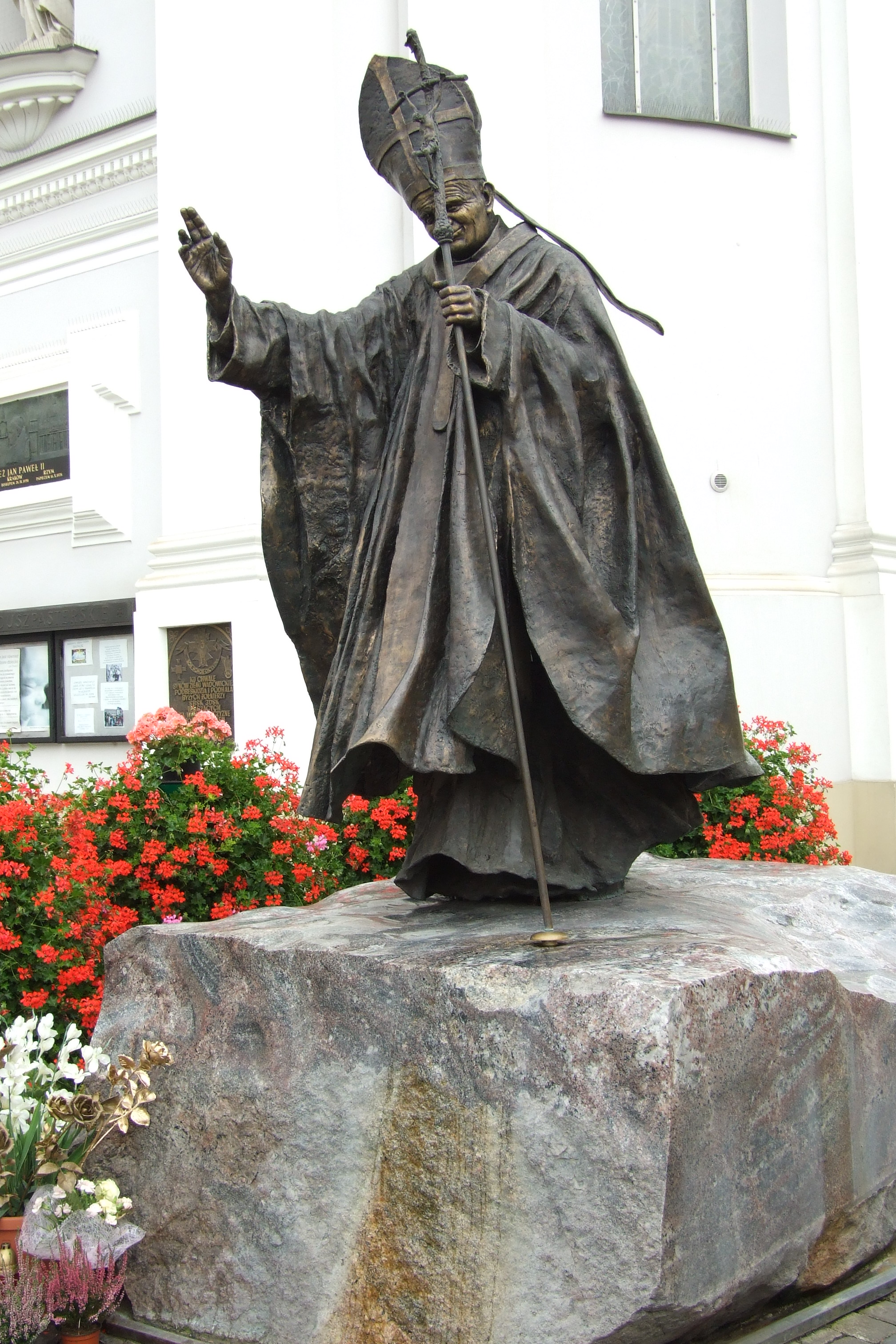
Staty över Johannes Paulus II i Wadowice

Luciano Minguzzi, född 24 maj 1911 i Bologna, död 30 maj 2004 i Milano, var en italiensk skulptör.

## Biografi
Luciano Minguzzi var son till skulptören Armando Minguzzi och växte upp i Bologna. Han började som sjuttonåring på Konstakademien i Bologna och studerande 1931-35 på Accademia di Belle Arti di Bologna för Ercole Dei och Giorgio Mordandi. Han bodde från 1935 i Paris under tio år.
Han fick sitt internationella genombrott på 1930-talet. Efter andra världskriget bildade han tillsammans med Aldo Borgonzoni (1913-2004), Carlo Corsi (1879-1966), Giovanni Ciangottini (1912-88), Pompolio Mandelli (1912-2006) och Ilario Rossi (1911-94)  gruppen  Cronache. Han undervisade senare själv på bland andra Accademia di belle Arti di Brera i Milano 1956-75.  År 1996 öppnades Museo Minguzzi i Milano med hans konst. Minguzzi han är representerad vid bland annat Göteborgs konstmuseum.

## Offentliga verk i urval

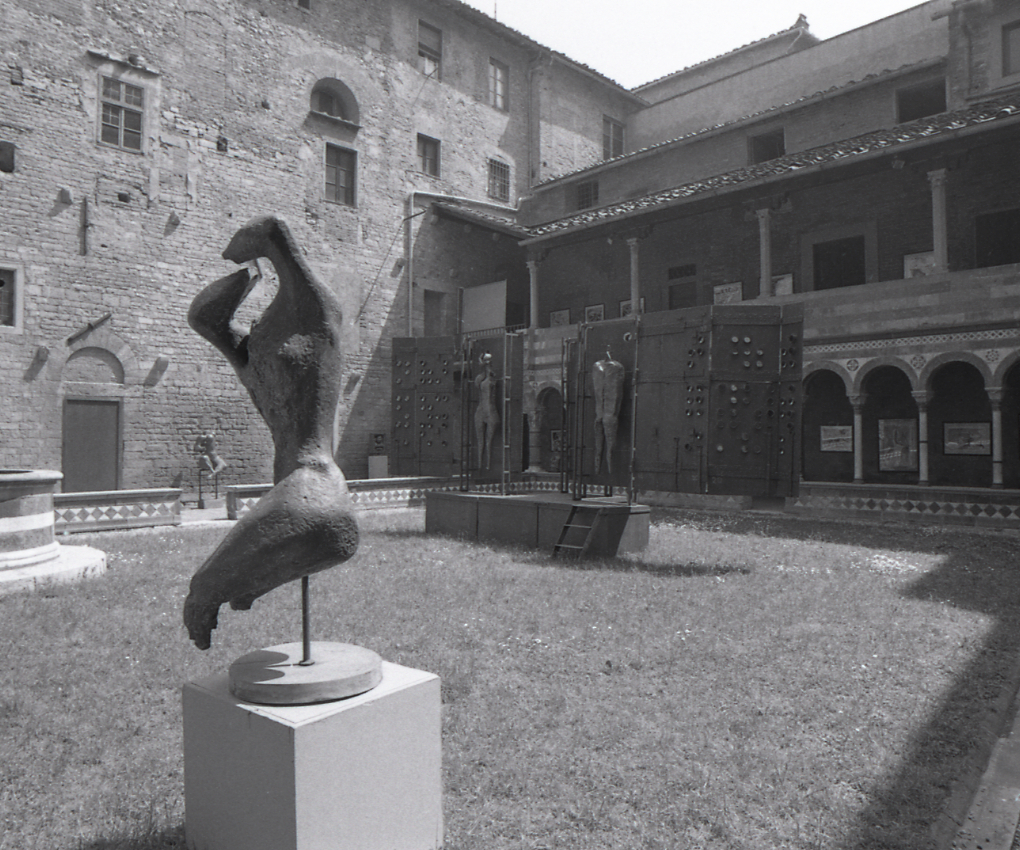
Prato, 1971.

- Gallo Nuovo, 1954, Mariahoek i Utrecht
- Donna che salta la corda, 1950-talet, skulpturparken Billy Rose Art Garden på Israel Museum i Jerusalem
- Man med tupp, minnesbrunnen i Laholm, brons, 1962
- Monument över människan (folkligt namn "Lake i nätet" sannolikt syftande på Gustav Lake) omkring 1964, Skövde, vid Kulturhuset sedermera uppställd vid Tingshuset
- port nummer 5, 1965, Duomo di Milano
- Ippolito, 1971, Via Borgovalsugana i Prato
- Porta del bene e del male,  1970-77, Sankt Peterskyrkan i Rom
- Monumento all'arma dei carabinieri,  1981-83, Piazza Diaz i Milano
- Staty över påven Johannes Paulus II, 1991, i Wadowice i Polen